# Аксёнов, Игорь Геннадьевич
Игорь Геннадьевич Аксёнов (5 апреля 1967) — российский футболист, нападающий.

## Биография
Воспитанник рыбинской спортивной школы «Восход». Долгое время играл в соревнованиях коллективов физкультуры, в том числе с начала 1990-х годов — за ярославский «Нефтяник», был лидером нападения клуба. С 1994 года вместе с «Нефтяником» выступал на профессиональном уровне в третьей лиге России, за 3,5 сезона в первенстве сыграл 89 матчей и забил 42 гола. Во второй половине 1997 года играл за нижегородский клуб «Торпедо-Виктория», а в 1998 году — за ФК «Псков», в 16 матчах второго дивизиона забил 7 голов, которые вследствие дисквалификации клуба были аннулированы.
В 1999 году выступал в высшей лиге Латвии за клуб «Рига», сыграл 19 матчей и забил 5 голов. Стал обладателем Кубка Латвии 1999 года, в том числе в финальном матче против «Сконто» забил один из голов в серии послематчевых пенальти.
После окончания профессиональной карьеры играл на любительском уровне в Рыбинске, также выступал за ветеранские команды. Работал врачом молодёжной сборной России, в 2021—2022 годах — врач в команде «Металлист» (Королёв).